# Jämsä
Jämsä (Finsk: [ˈjæms̠æ]) er en by og kommune i Finland. Den igger i landskabet Mellersta Finland, omkring 58 kilometer sydvest for Jyväskylä.Kommunen har en befolkning på 19.889 (31. december 2020), hvilket gør den til den næststørste by i Mellersta Finland efter Jyväskylä. Den dækker et areal på 1.823.90 km² hvoraf 252.57 km² er vand. Befolkningstætheden er 12,66 indb/km².
Kommunen er finsksproget.

## Venskabsbyer med Jämsä
- – Ballerup Danmark[2]
- – Åsnes Norge[2]
- – Fagersta Sverige[2]
- – Rostov Rusland[3]